# 硬結
硬結(こうけつ、英: induration)とは炎症、充血、悪性新生物の浸潤の結果あるいはそれらを経た身体領域における硬化。この用語は皮膚所見の記述に最も多く用いられる。

## 使用例
硬結はツベルクリン感受性の適切な所見である。紅斑も出現するが、それ自体が陽性の所見を意味するわけではない。
紅斑は20mmの大きさとなり、その中央には硬結が9mmの大きさで存在する。